# Лондонская конференция (1939)

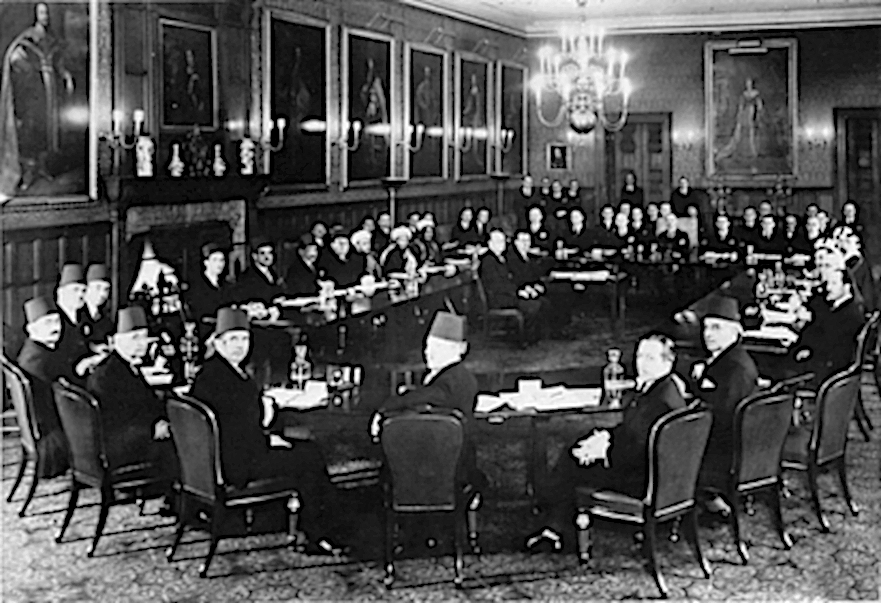
Лондонская конференция в Сент-Джеймсском дворце. Палестинская делегация (на переднем плане), слева направо: Фуад Саба, Якуб аль-Гусейн, Муса Алами, Амин Тамими, Джамаль аль-Хусейни, Ауни Абдул Хади, Джордж Антониус и Альфред Рох. Напротив стоят британцы под председательством Невилла Чемберлена. Справа от него лорд Галифакс, а слева Малкольм Макдональд.

Лондонская конференция, или Сент-Джеймсская конференция (англ. London Conference of 1939) началась 7 февраля 1939 года в Лондоне, в Сент-Джеймсском дворце.
Она должна была найти решение ситуации в подмандатной Палестине.
Малькольм Джон Макдональд, министр по колониям Великобритании, пригласил арабскую (под руководством Амина аль-Хусейни) и еврейскую делегацию (под руководством Хаима Вейцмана) для обсуждения проблемы. Встреча закончилась без результата 17 марта 1939 года. Арабская сторона не признавала еврейскую, а та потребовала повышение квоты еврейской иммиграции в Палестину, дополнительные еврейские поселения и создание легальных вооружённых сил самообороны. Арабы отвергли Декларацию Бальфура и требовали запретить еврейскую иммиграцию и приобретение земли евреями.
По итогам конференции британское правительство разработало и приняло так называемую Белую книгу Макдональда, которая в существенной части удовлетворяла арабские претензии и стала поворотным пунктом в отношениях между британским правительством и сионистской организацией.